# 日本・コソボ友好議員連盟
日本・コソボ友好議員連盟（アルバニア語: Lidhje së Miqësisë Parlamentare Japoni-Kosovë、英語: Parliamentary Friendship League of Japan–Kosovo / Japan–Kosovo Parliamentary Friendship Association）は、コソボとの友好関係の促進を主な目的として発足した日本の議員連盟で、2014年に結成された。

## 沿革
2014年、ハシム・サチ首相の訪日に当たって日本・コソボ友好議員連盟が発足した。同年4月14日、東京で行われた安倍晋三内閣総理大臣とサチ首相の首脳会談で同議員連盟の結成が伝達され、両国首脳の共同声明でも同議員連盟の結成を歓迎する文言が盛り込まれた。
初代会長は自由民主党所属の塩谷立で、2019年10月23日には即位礼正殿の儀に参列のため訪日中のハシム・サチ大統領（首相と同一人物）より「コソボ共和国名誉大使」を授与された。

## 所属議員
- 塩谷立（会長）